# Vestingwerken van Enschede
De vestingwerken van Enschede waren de defensieve versterkingen rondom de Nederlandse stad Enschede. Deze vestingwerken werden in de middeleeuwen aangelegd maar speelden vanaf de Tachtigjarige Oorlog geen rol van betekenis meer. De contouren van de voormalige stadsgracht en wallen zijn echter nog steeds goed zichtbaar in het stratenplan van Enschede.

## Geschiedenis
Begin 14e eeuw kreeg Enschede stadsrechten. Reeds in 1224 was er nabij de kerk een versterkte borg aanwezig.
In 1325 legde bisschop Jan van Diest de rechten en verplichtingen van de stad vast. Kort daarna zal begonnen zijn met de aanleg van de eerste verdedigingswerken rondom de stad. Een document uit 1331 maakt voor het eerst melding van een stadsgracht. Ook zou er al begin 14e eeuw sprake zijn van twee stadspoorten en mogelijk een aarden wal met palissaden of doornstruiken.
In 1393 drong bisschop Frederik van Blankenheim er op aan om de verdediging van Enschede te verbeteren. Het is niet duidelijk wat er met deze aanbeveling precies is gedaan.
De oude borg verloor mede door zijn ligging in het centrum van de stad zijn defensieve functie. In 1449 werd de borg afgebroken.

### Tweede omgrachting
In 1465 werd een tweede gracht gegraven rondom de stad. Tussen de twee grachten in werd een aarden wal aangebracht waarop een doornhaag werd geplant. De stad telde twee toegangspoorten: de Veldpoort en de Espoort.
In de zuidwesthoek van Enschede werd in 1535 de Loenshof of Nije Borgh gebouwd.

### Blokhuis
In de jaren 20 van de 16e eeuw werd Enschede bezet door troepen uit Gelre. Zij lieten de stadsomwalling verbeteren en bouwden vermoedelijk ook een blokhuis. In 1528 kwam de macht echter in handen kwam van keizer Karel V en op zijn bevel werd in 1531 het blokhuis weer gesloopt.

### Tachtigjarige Oorlog
Na het uitbreken van de Tachtigjarige oorlog werd Enschede afwisselend bezet door Staatse en Spaanse troepen. De Spaanse bevelhebber Mario Matinengo kreeg Enschede in 1583 in handen en liet in 1587 de stadsomwalling versterken met zeven kleine bolwerken, maar deze bleken uiteindelijk van weinig militaire waarde. Ook stelde het Spaanse garnizoen niet zo veel voor - men had slechts één kanon - en zodoende hoefde prins Maurits geen strijd te leveren om Enschede in te nemen: hij kreeg op 18 oktober 1597 de stad via een verdrag in handen. Hij gaf al een dag later het bevel om de buitengracht te dempen en de wal te slechten, omdat het te veel inzet van manschappen kostte om een kleine plaats als Enschede effectief te verdedigen.

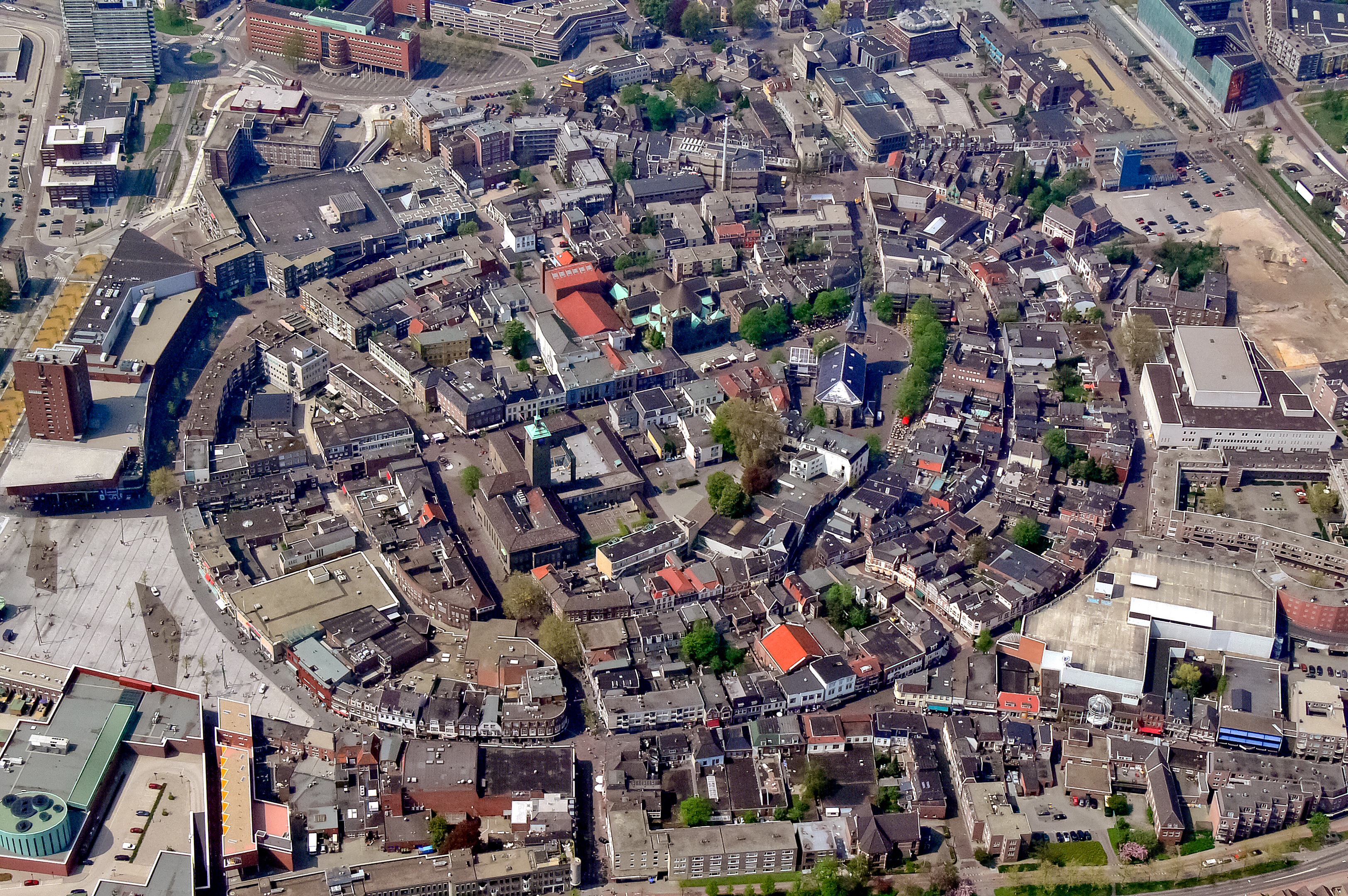
Luchtfoto van de binnenstad van Enschede. De ronde vorm van de voormalige vestingwerken is nog terug te vinden in het huidige stratenpatroon.

### Afbraak
De binnengracht bleef na 1597 bestaan maar de breedte werd tot zeven meter terug gebracht. Na de stadsbrand van 1862 werden ook de laatste restanten van deze gracht gedempt. Tevens werden de twee stadspoorten gesloopt.
De Nye Borch was al verloren gegaan bij de stadsbrand van 1750.

## Beschrijving
Van de oude stadsomwalling zijn geen zichtbare delen behouden gebleven. Wel is de loop van de omwalling nog steeds zichtbaar in het stratenpatroon van Enschede. De Noorderhagen en Zuiderhagen liggen aan de rand van de voormalige binnengracht en de Walstraat verwijst naar de voormalige wal. De naam Stadsgravenstraat is afkomstig van de binnengracht die hier ooit langs was gelegen (stadsgraven betekent stadsgracht in het Twents).
De twee stadspoorten zijn in de 20e eeuw opgegraven en archeologisch onderzocht.

### Omwalling
De oudste vestingwerken dateren uit het eerste kwart van de 14e eeuw. Rondom de stad werd een 20 meter brede gracht gegraven, de latere binnengracht. Er waren twee poorten: de Veldpoort en de Espoort. Mogelijk was er ook al een aarden wal met palissaden of doornstruiken.
In 1465 werden de vestingwerken uitgebreid. Om de bestaande gracht werd een aarden wal met doornstruiken aangelegd en daar omheen werd een 10 meter brede buitengracht gegraven. De oude stadsgracht werd nu dus een binnengracht. Beide grachten waren tot vier meter diep. In het noordwesten van de stad bevond zich de Veldpoort en in het zuidoosten de Espoort. In 1587 voegde het Spaanse garnizoen nog zeven bolwerken toe aan de stadswal, maar deze hadden militair gezien weinig waarde en zouden een aanval van vijandelijke troepen niet kunnen doorstaan.
In 1597 is de buitengracht gedempt en de aarden wal geslecht op bevel van prins Maurits. De grond van de wallen diende als grachtvulling. Op de plek van de voormalige buitengracht en wal verschenen later de straten Noorderhagen en Zuiderhagen. De binnengracht bleef in 1597 wél behouden maar zou in de loop der tijd inkrimpen tot een breedte van zeven meter. De laatste resten van deze gracht werden gedempt met het puin van de stadsbrand van 1862. Op de plek van deze gracht kwam onder andere de Stadsgravenstraat.
Van de bolwerken is niets bewaard gebleven. De Bolwerkstraat verwijst nog wel naar een van deze bolwerken.

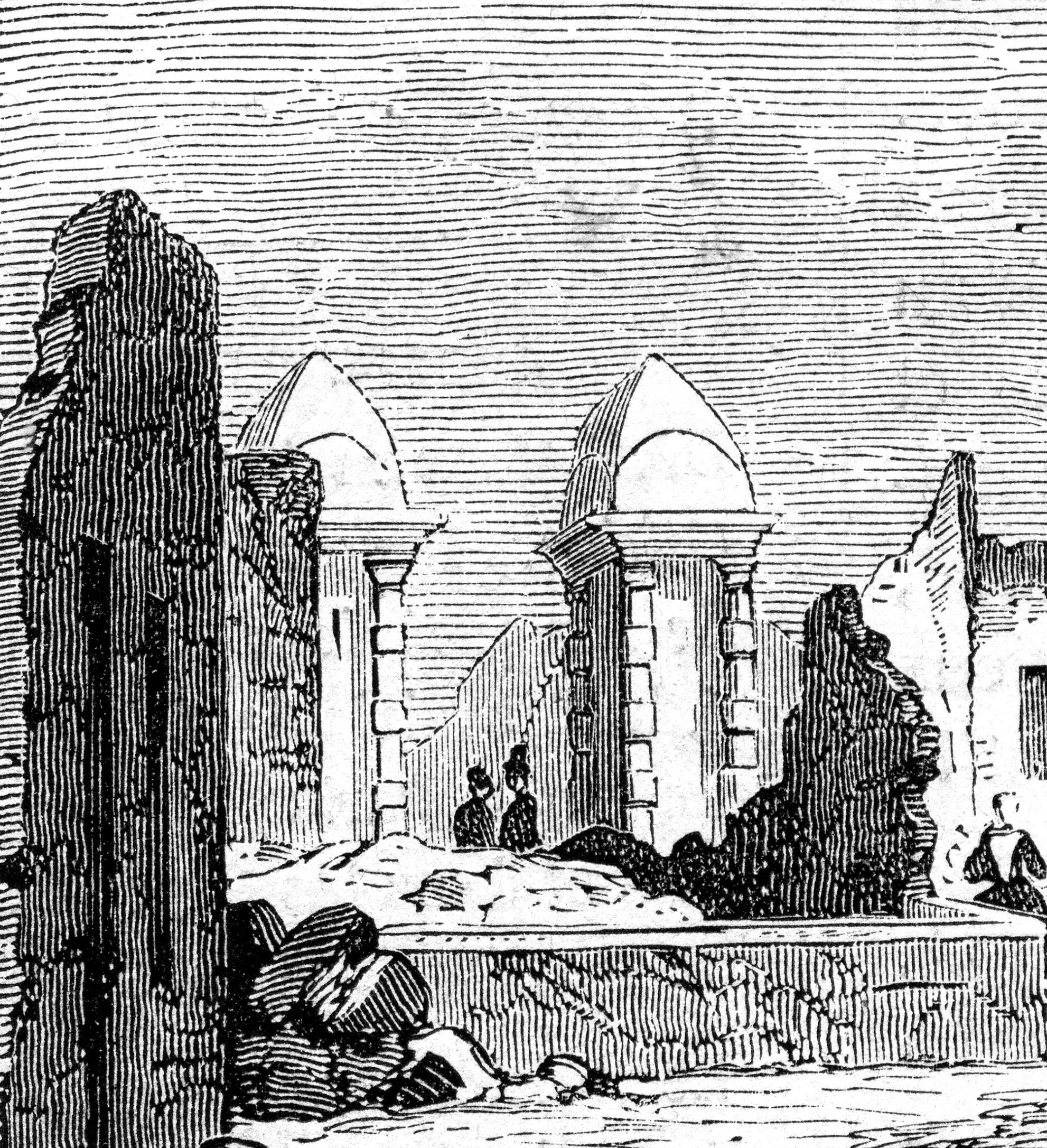
De Espoort in 1862, na de stadsbrand.

In 1976 is de gracht archeologisch onderzocht. 

### Espoort
De eerste Espoort (ook wel: Eschpoort) zou al uit begin 14e eeuw dateren. Een houten valbrug overspande de binnengracht; later werd de brug in steen opgetrokken. De poort bleef na de inname van Enschede door prins Maurits in 1597 bestaan. Het is onbekend hoe deze stadspoort er uit heeft gezien.
In 1806 werd de middeleeuwse stadspoort vervangen door een nieuwe poort. Dit was overigens geen daadwerkelijke poort meer maar een decoratieve doorgang, bestaande uit twee zuilen met aansluitende bakstenen muurtjes. Op de zuilen waren halfronde timpanen aangebracht met het jaartal 1806 en de namen van drie burgemeesters. De poort was niet afsluitbaar.
Na de stadsbrand van 1862 is de poort afgebroken, zodat de Langestraat kon worden verbreed en van riolering voorzien. Beide timpanen zijn bewaard gebleven. De twee zuilen zouden zijn hergebruikt voor de toegangspoort van de Algemene Begraafplaats. 

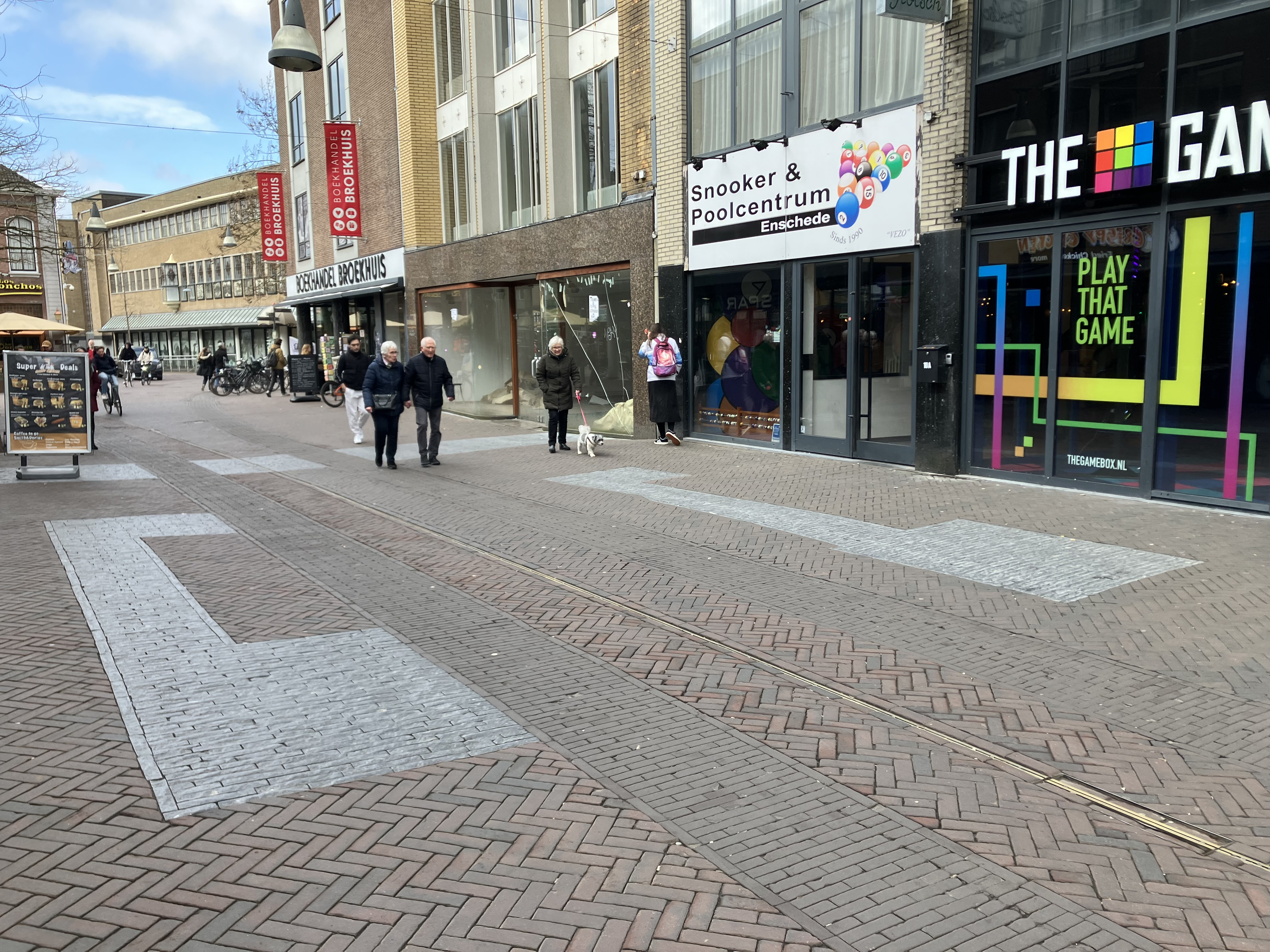
Contouren van de Veldpoort in het plaveisel van de Marktstraat

In 1979 is de Espoort opgegraven en archeologisch onderzocht.  

### Veldpoort
Net als de Espoort, bleef ook de Veldpoort na de inname van de stad door prins Maurits in 1597 bestaan. De poort was waarschijnlijk kort na 1518 gebouwd ter vervanging van de 14e-eeuwse poort die na de stadsbrand van 1517 geheel was afgebroken. De poort had een doorgang van circa drie meter. Een houten valbrug overspande de binnengracht. 
Over het uiterlijk van zowel de middeleeuwse als de 16e-eeuwse poort is vrijwel niets bekend. In de 19e eeuw werd genoteerd dat de poort beschikte over een torentje met een klok. Na de stadsbrand van 1862 is de stadspoort afgebroken.
In 1929 werd vanwege een koninklijk bezoek een tijdelijke Veldpoort opgebouwd, maar het uiterlijk was fantasievol en de poort stond op een verkeerde locatie.
In 1981 is de Veldpoort teruggevonden bij archeologische opgravingen in de Marktstraat. De contouren van de poort zijn in het plaveisel aangegeven.
Alkmaar · Amsterdam · Borculo · Bredevoort · Coevorden · Enschede · Haarlem · Hattem · 's-Hertogenbosch · Huissen · Klundert · Lochem · Maastricht · Montfoort · Naarden · Ommen · Ootmarsum · Rhenen · Roermond · Rijssen 
· Sittard · Sneek · Steenbergen · Terborg · Valkenburg · Zaltbommel · Zwolle